# KkStB 394
| kkStB 394 / SB 102 / FS 826 / JDŽ 151 / PKP TKh14 | kkStB 394 / SB 102 / FS 826 / JDŽ 151 / PKP TKh14 | kkStB 394 / SB 102 / FS 826 / JDŽ 151 / PKP TKh14 |
| ------------------------------------------------- | ------------------------------------------------- | ------------------------------------------------- |
| LKJ „Siemienski“ später 394.42                    |                                                   |                                                   |
| Hersteller:                                       | Lokomotivfabrik Floridsdorf                       | Lokomotivfabrik Floridsdorf                       |
| Anzahl:                                           | 7                                                 | 7                                                 |
| Nummerierung:                                     | 394.41–43                                         | SB 102 1–4 394.44–47                              |
| Baujahr:                                          | 1895–1903                                         | 1891                                              |
| Ausmusterung:                                     | k. A.                                             | k. A.                                             |
| Bauart:                                           | C n2t                                             | C n2t                                             |
| Zylinderdurchmesser:                              | 380 mm                                            | 360 mm                                            |
| Kolbenhub:                                        | 520 mm                                            | 520 mm                                            |
| Treibraddurchmesser:                              | 1.086 mm                                          | 1.086 mm                                          |
| fester Radstand:                                  | 2.630 mm                                          | 2.630 mm                                          |
| Gesamtradstand:                                   | 2.630 mm                                          | 2.630 mm                                          |
| Anzahl der Heizrohre:                             | 172                                               | 172                                               |
| Rohrheizfläche:                                   | 75,0 m²                                           | 75,0 m²                                           |
| Strahlungsheizfläche:                             | 5,0 m²                                            | 5,0 m²                                            |
| Rostfläche:                                       | 1,25 m²                                           | 1,25 m²                                           |
| Dampfdruck:                                       | 12                                                | 11                                                |
| Leermasse:                                        | 23,7 t                                            | 23,7 t                                            |
| Reibungsgewicht:                                  | 29,0 t                                            | 29,0 t                                            |
| Dienstgewicht:                                    | 32,7 t                                            | 32,7 t                                            |
| Länge:                                            | k. A.                                             | k. A.                                             |
| Höhe:                                             | k. A.                                             | k. A.                                             |
| Höchstgeschwindigkeit:                            | 40 km/h                                           | 40 km/h                                           |

Die Dampflokomotivreihe kkStB 394 war eine Tenderlokomotivreihe der k.k. Staatsbahnen Österreichs, die für verschiedene Lokalbahnen beschafft wurde.
Die Lokomotiven dieser Reihe wurden von Lokomotivfabrik Floridsdorf 1891 bis 1903 geliefert.
Entsprechend ihrem Einsatzgebiet hatten die Maschinen etwas unterschiedliche Dimensionen (vgl. Tabelle).
Sie waren für den ökonomischen Verkehr auf Lokalbahnen konzipiert.
Die 394.41–43 waren Eigentum der Lokalbahn Lemberg (Kleparów)–Jaworów und hatten eine Triebwerksverkleidung, da viele Streckenabschnitte dieser Lokalbahn neben Straßen angelegt waren.
394.44–47 waren ursprünglich vom Land Steiermark für die Lokalbahn Cilli–Wöllan beschafft worden und hatten die Namen „AUSTRIA“, „STYRIA“, „GUNDACKER“ und „THERESE“.
Sie wurden von der Südbahngesellschaft (SB), die den Betrieb auf dieser Lokalbahn führte, als Reihe 102 mit den Betriebsnummern 1–4 eingeordnet.
Nach 1918 wurden die Maschinen den FS (Reihe 826), den Eisenbahnen des Königreichs der Serben, Kroaten und Slowenen (JDŽ 151-020 und 021) und den PKP (Reihe TKh14) zugeteilt.